# ぼくは科学記者
『ぼくは科学記者』（ぼくはかがくきしゃ）は、1961年4月5日から1962年3月28日までNHK総合テレビで放送されていたテレビ番組。

## 概要
子ども向け科学教育番組。

## 放送時間
- NHK総合テレビ 水曜17:45-18:00

## 出演者
- 椎原邦彦、日下武史、桂田みのる

## 放送リスト
1. 1961年04月05日 翼のある船
2. 1961年04月12日 夢の超特急
3. 1961年04月19日 音速をこえて
4. 1961年04月26日 飛びだせ地球を
5. 1961年05月10日 小鳥と少年
6. 1961年05月17日 動物のちえ
7. 1961年05月24日 お山の大将 猿の生態
8. 1961年05月31日 ワンワン探偵団
9. 1961年06月07日 電波の仲間
10. 1961年06月14日 走れ一平
11. 1961年06月21日 見ればわかる
12. 1961年06月28日 ふしぎなおもちゃ
13. 1961年07月05日 虫とり草
14. 1961年07月12日 ガラスの国
15. 1961年07月19日 火薬の魔術
16. 1961年07月26日 雲のリズム
17. 1961年08月02日 宇宙人の顔
18. 1961年08月09日 海底を行く
19. 1961年08月16日 第四の火 太陽エネルギーの利用
20. 1961年08月23日 洞窟に生きる
21. 1961年08月30日 タイフーン（台風）
22. 1961年09月06日 第四の火 太陽エネルギーの利用
23. 1961年09月13日 時間の顕微鏡 超高速度撮影の話
24. 1961年09月20日 科学探偵
25. 1961年09月27日 時間の顕微鏡 高速度撮影の話
26. 1961年10月04日 放射能でつくる食物
27. 1961年10月11日 秋の旅島 渡り島
28. 1961年10月18日 ナミニモマケズ カゼニモマケズ
29. 1961年10月25日 地震カミナリカジ・・・・・・ 耐震建築の話
30. 1961年11月01日 山でとれた鯨
31. 1961年11月08日 交通事故0地帯
32. 1961年11月15日 空想は発明の母?
33. 1961年11月22日 超音波時代到来 魚群探知機
34. 1961年11月29日 青空に向って 模型飛行機大会
35. 1961年12月06日 空とぶ人工頭脳
36. 1961年12月13日 ロボット時代
37. 1961年12月20日 にわとりアパート
38. 1961年12月27日 役に立つ波 立たぬ波
39. 1962年01月10日 すばらしいハンドル
40. 1962年01月17日 心のお医者さん 心理テストの話
41. 1962年01月24日 たのしい飼鳥
42. 1962年01月31日 白銀を越えて
43. 1962年02月07日 冬咲く花 樹氷
44. 1962年02月14日 ころばぬ先の杖 予防医学の話
45. 1962年02月21日 古い紙 新しい紙
46. 1962年02月28日 夢でない夢 空想科学小説
47. 1962年03月07日 奇跡の砂 シリコーン
48. 1962年03月14日 雑踏の中の小鳥たち
49. 1962年03月28日 さよなら名コンビ

## スタッフ
- 構成：青戸隆幸、谷岡由規、平松仙吉
- 音楽：只野通泰